# Private Eyes (Hall & Oates)
Private Eyes è il decimo album del duo Hall & Oates, pubblicato nel 1981.
Nel 2004 venne pubblicata una riedizione dalla BMG con due bonus track.

## Tracce
1. Private Eyes (Sara Allen, Janna Allen, Daryl Hall, Warren Pash) - 3:39
2. Looking For A Good Sign (Hall) - 3:57
3. I Can't Go for That (No Can Do) (S. Allen, Hall, John Oates) - 5:09
4. Mano A Mano (Oates) - 3:56
5. Did It In A Minute (S. Allen, J. Allen, Hall) - 3:39
6. Head Above Water (S. Allen, Hall, Oates) - 3:36
7. Tell Me What You Want (S. Allen, Hall) - 3:51
8. Friday Let Me Down (S. Allen, Hall, Oates) - 3:35
9. Unguarded Minute (S. Allen, Hall, Oates) - 4:10
10. Your Imagination (Hall) - 3:34
11. Some Men (Hall) - 4:15

### bonus track ristampa BMG 2004
1. Your Imagination (12" Version)
2. I Can't Go for That (No Can Do) (12" Version)

## Formazione
- Daryl Hall: voce, chitarra, mandolino, sintetizzatore, tastiera, percussioni, vibrafono
- John Oates: voce, chitarra, mandolino, sintetizzatore, tastiera
- Jerry Marotta: batteria, percussioni
- John Siegler: basso
- Larry Fast: sintetizzatore, programmazione
- Chuck Burgi: batteria, percussioni
- Ray Gomez: chitarra
- Jimmy Maelen: percussioni
- G.E. Smith: chitarra
- Mickey Curry: batteria, percussioni
- Jeff Southworth: chitarra
- Charles DeChant: sax
- John Jarett: cori

Produzione
- Daryl Hall, John Oates, Neil Kernon - produzione
- Neil Kernon: suono e missaggio